# Batteria D

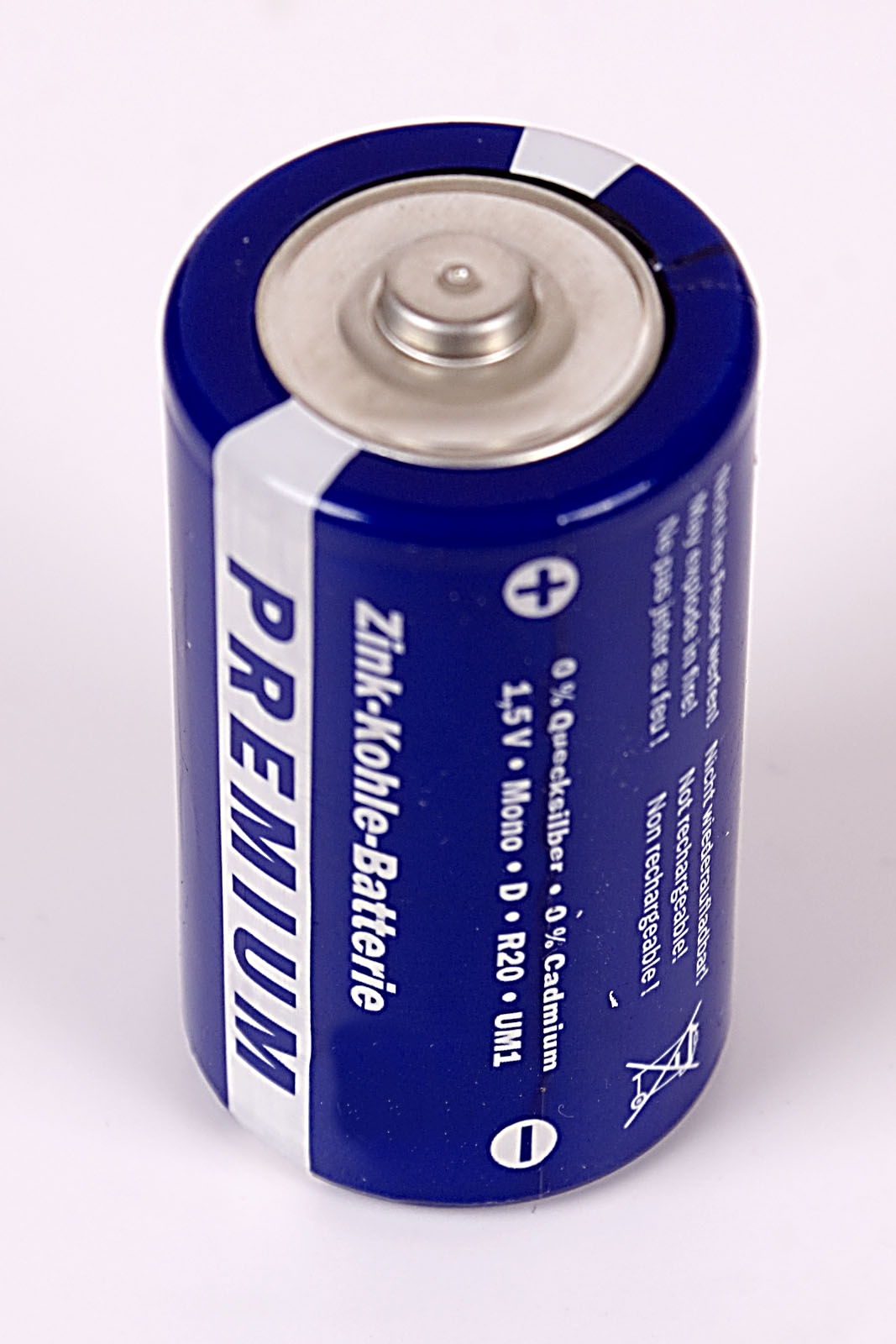
Una batteria D

Le batterie D, note anche come batterie torcia o batterie formato D, sono state tra le prime batterie standardizzate per l'uso in dispositivi portatili, in particolare torce elettriche.

## Storia e Origini
- Sviluppo: Le batterie D furono introdotte agli inizi del XX secolo, durante un periodo di rapida diffusione delle torce elettriche. Erano progettate per fornire energia affidabile e duratura, ideali per l'illuminazione portatile.
- Standardizzazione: L'American National Standards Institute (ANSI) e altre organizzazioni internazionali hanno adottato il formato D come parte del sistema standardizzato di batterie cilindriche.

## Caratteristiche Tecniche
- Dimensioni: Una batteria D misura circa 61,5 mm di altezza e 33,2 mm di diametro.
- Capacità: Le batterie D offrono una capacità significativamente maggiore rispetto a formati più piccoli (AA, AAA), con valori tipici di 12.000-18.000 mAh per batterie alcaline.
- Tensione: Come altre batterie primarie, la tensione nominale è di 1,5 V per le versioni alcaline e al carbone-zinco, mentre le ricaricabili in nickel-cadmio (NiCd) o nickel-metallo idruro (NiMH) forniscono circa 1,2 V.
- Peso: Una batteria alcalina D pesa circa 140-150 grammi.

## Uso nelle Torce Elettriche
- Vantaggi: Grazie alla loro capacità elevata, le batterie D erano perfette per le torce, che richiedevano una durata prolungata e una fonte di energia stabile per lampadine a incandescenza relativamente inefficienti.
- Compatibilità: Le prime torce elettriche erano progettate per ospitare una o più batterie D in serie, aumentando così la durata della batteria e la luminosità.

## Evoluzione
- Con l'introduzione di tecnologie di illuminazione più efficienti, come i LED, e batterie più compatte, l'uso delle batterie D è diminuito nel tempo, anche se rimangono in uso per dispositivi di grandi dimensioni, come lanterne e alcune apparecchiature industriali.

## Composizioni chimiche
Le batterie D sono disponibili in diverse composizioni chimiche, ognuna con proprietà uniche. 
- Le batterie al carbone-zinco, tra le più antiche, offrono una bassa capacità e sono economiche, ideali per dispositivi a basso consumo.
- Le batterie alcaline, più avanzate, utilizzano un elettrolita a base di idrossido di potassio, offrendo una capacità maggiore e migliori prestazioni a basse temperature.
- Le batterie ricaricabili NiCd (nichel-cadmio) e NiMH (nichel-metallo idruro) rappresentano un'alternativa sostenibile e sono in grado di sopportare centinaia di cicli di ricarica, sebbene le NiMH abbiano una capacità maggiore e siano meno soggette all'"effetto memoria".
- esistono batterie D al litio, che forniscono una capacità molto elevata e un'ottima resistenza alla scarica nel tempo, rendendole ideali per applicazioni industriali e dispositivi di emergenza.